# アルスター郡 (ニューヨーク州)
アルスター郡（英: Ulster County）は、アメリカ合衆国ニューヨーク州の南東部、ハドソン・バレーのハドソン川中流地域に位置する郡である。人口は18万1851人（2020年）。郡庁所在地はキングストン市であり、同郡で人口最大の都市である。アルスター郡はニューヨーク大都市圏に属している。郡名はアイルランドのアルスター地方から採られた。

## 歴史

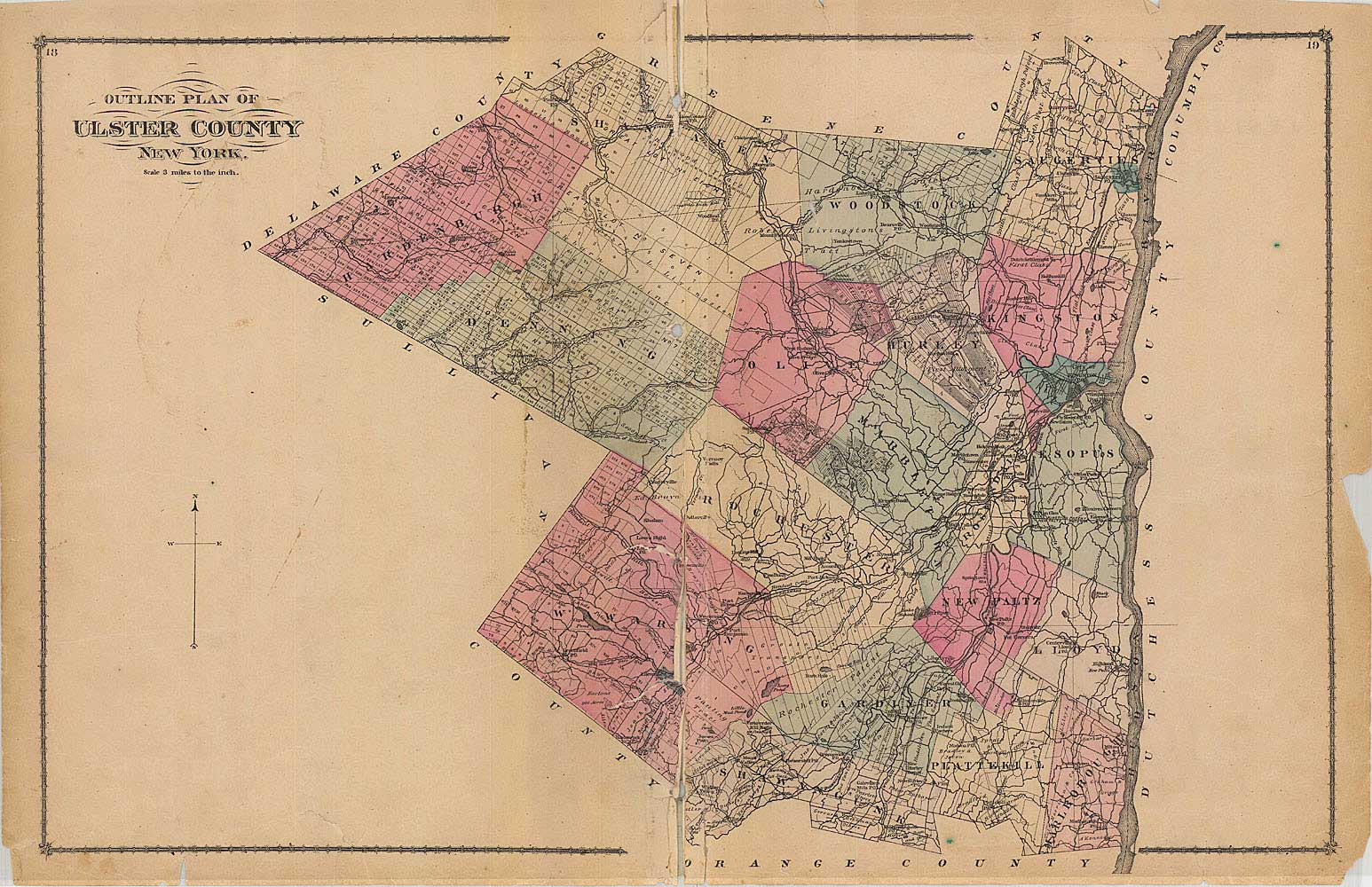
1875年のアルスター郡

現在のアルスター郡となっている地域は、オランダ人開拓者がエソプスと呼んでおり、ニューネーデルラント植民地に属していた。1652年、レンセリアウィックからの自由保有権者トマス・チェンバーズがエソプスの土地を購入し、交易を始めた。1654年、キリアン・ヴァン・レンセリア会社の20%所有者ジョーダン・デ・ハルターが土地の権利を認められ、クリストッフェル・デイビッズとジェイコｂ・ジャンセン・ストールの権利と共に、最初の恒久的な開拓地となり、そこがウィルトウィク村、さらにキングストンに成長した。1683年、ヨーク公がそのニューヨーク植民地に12の郡を創設した。アルスター郡もその1つだった。当時の領域には現在のサリバン郡全域とデラウェア郡、オレンジ郡、グリーン郡の一部が含まれていた。
1777年、ニューヨーク州の州都（独立ニューヨーク州では最初の州都）がキングストンに作られたが、その後イギリス軍がキングストンを焼いたときにカーホンクソンに移された。
1797年、アルスター郡とオチゴ郡の一部を併せてデラウェア郡が設立された。
1798年、郡最南部がオレンジ郡に移管された。これはロックランド郡を創設するためにオレンジ郡の最南部を分離したことの埋め合わせだった。
1800年、アルスター郡とオールバニ郡の一部を併せてグリーン郡が設立された。
1809年、アルスター郡からサリバン郡が分離設立された。
南北戦争のとき、郡内の裕福な家庭から志願兵が徴募され、第139ニューヨーク志願歩兵連隊が結成された。

## 地理

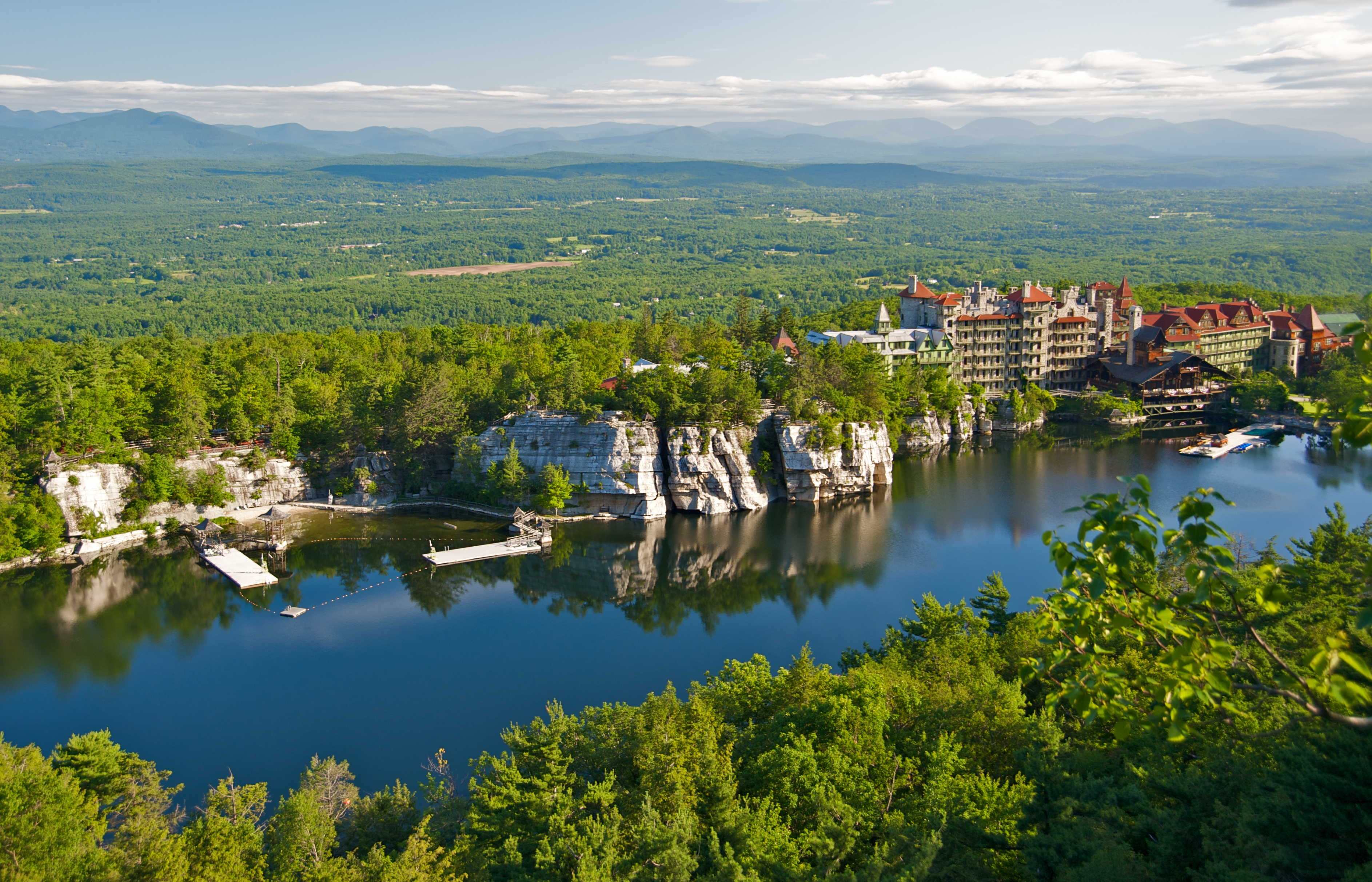
シャワンガンク・リッジのモホンク・マウンテン・ハウス

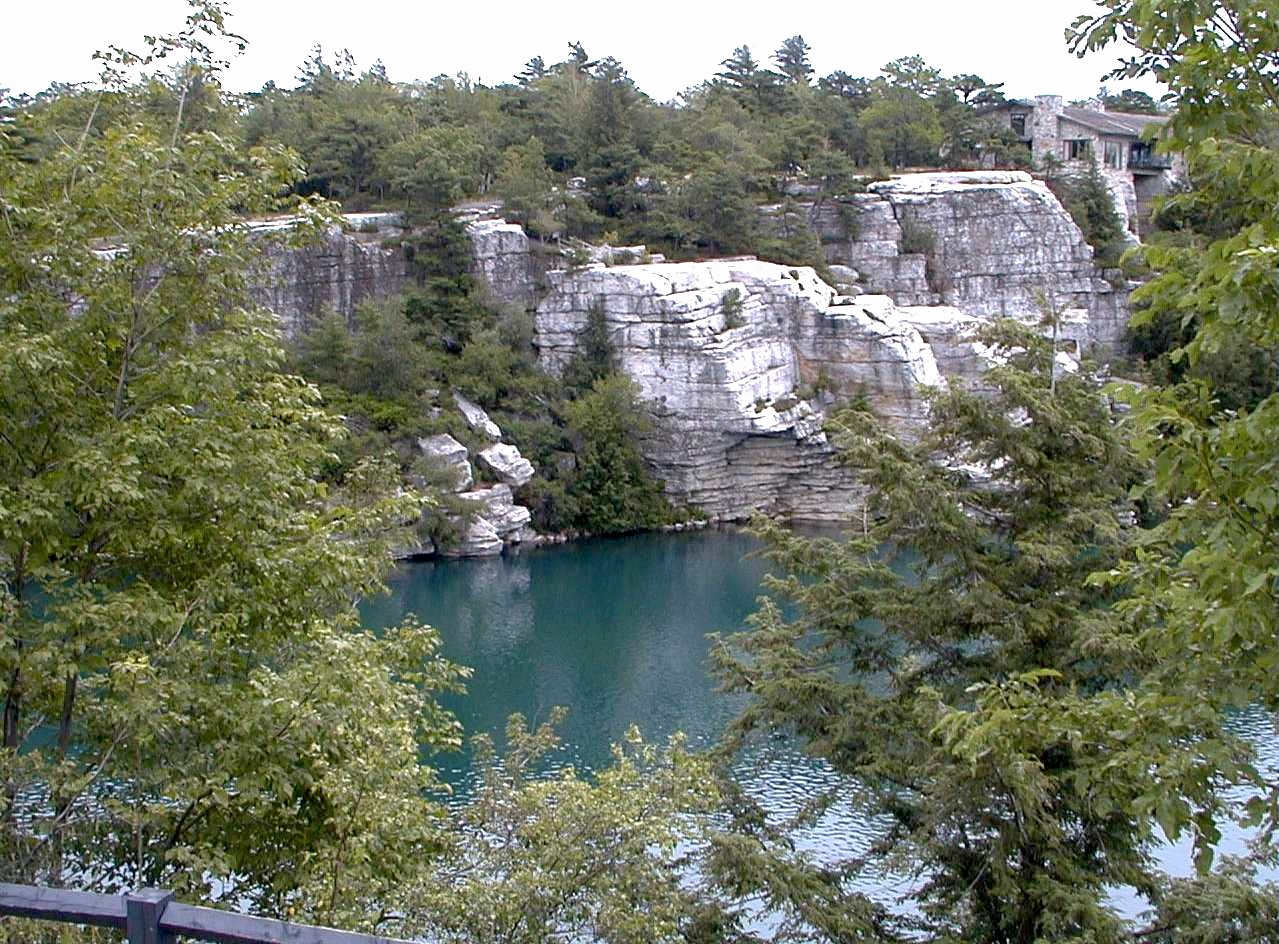
ミネワスカ湖

アルスター郡はニューヨーク州南東部にあり、オールバニ市の南、ハドソン川のすぐ西に位置している。郡域の大半はキャッツキル山地とシャワンガンク・リッジに入っている。郡内にはミネワスカ州立公園、モホンク保護地、サンダウン州立公園、バーヌーイキル州有林、ウィッチーズホール州有林、シャワンガンク・リッジ州有林、希少種の低木松があるサムズポイント保護地があり、またバーキーアダーキル滝もある。
郡内最高地点はスライド山であり、標高は4,180フィート (1,270 m) である。最低地点はハドソン川沿いの海面である。
アメリカ合衆国国勢調査局に拠れば、郡域全面積は1,161平方マイル (3,010 km2)であり、このうち陸地1,126平方マイル (2,920 km2)、水域は34平方マイル (88 km2)で水域率は2.95%である。

### 隣接する郡
- グリーン郡 - 北
- コロンビア郡 - 北東
- ダッチェス郡 - 南東
- オレンジ郡 - 南
- サリバン郡 - 南西
- デラウェア郡 - 北西

### 国立保護地域
- シャワンガンク草原国立野生生物保護区

## 交通
ニューヨーク州スルーウェイ州間高速道路87号線が郡内を南北に抜け、ニューヨーク市とその周辺への動脈になっている。
アルスター郡の公共交通は、トレイルウェイズ・オブ・ニューヨークが、ニューヨーク市とオールバニ市、州道28号線と23号線沿いで運行し、アルスター郡地域交通は郡内の州道や国道をカバーし、またキングストン市ではキングストン・シティバスが運行されている。

## 人口動態
以下は2000年国勢調査による人口統計データである。
| 基礎データ - 人口: 177,749 人 - 世帯数: 67,499 世帯 - 家族数: 43,536 家族 - 人口密度: 61人/km2（158人/mi2） - 住居数: 77,656 軒 - 住居密度: 27軒/km2（69軒/mi2） 人種別人口構成（2008年時点） - 白人: 83.2% - アフリカン・アメリカン: 6.50% - ネイティブ・アメリカン: 0.3% - アジア人: 1.7% - 太平洋諸島系: 0.03% - その他の人種: 2.15% - 混血: 1.70% - ヒスパニック・ラテン系: 7.6% 先祖による構成 - イタリア系：19.2% - アイルランド系：16.8% - ドイツ系：15.5% - イギリス系：6.8% - アメリカ人：4.7% 言語による構成 - 英語：90.3% - スペイン語：4.5% - イタリア語：1.2% - ドイツ語：1.0% | 年齢別人口構成 - 18歳未満: 23.5% - 18-24歳: 8.7% - 25-44歳: 29.7% - 45-64歳: 24.7% - 65歳以上: 13.3% - 年齢の中央値: 38歳 - 性比（女性100人あたり男性の人口） - 総人口: 99.1 - 18歳以上: 96.6 世帯と家族（対世帯数） - 18歳未満の子供がいる: 30.7% - 結婚・同居している夫婦: 49.2% - 未婚・離婚・死別女性が世帯主: 10.9% - 非家族世帯: 35.5% - 単身世帯: 27.9% - 65歳以上の老人1人暮らし: 10.2% - 平均構成人数 - 世帯: 2.47人 - 家族: 3.03人 収入と家計 - 収入の中央値 - 世帯: 42,551米ドル - 家族: 51,708米ドル - 性別 - 男性: 36,808米ドル - 女性: 27,086米ドル - 人口1人あたり収入: 20,846米ドル - 貧困線以下 - 対人口: 11.4% - 対家族数: 7.2% - 18歳未満: 13.0% - 65歳以上: 8.7% |

## 郡政府と政治

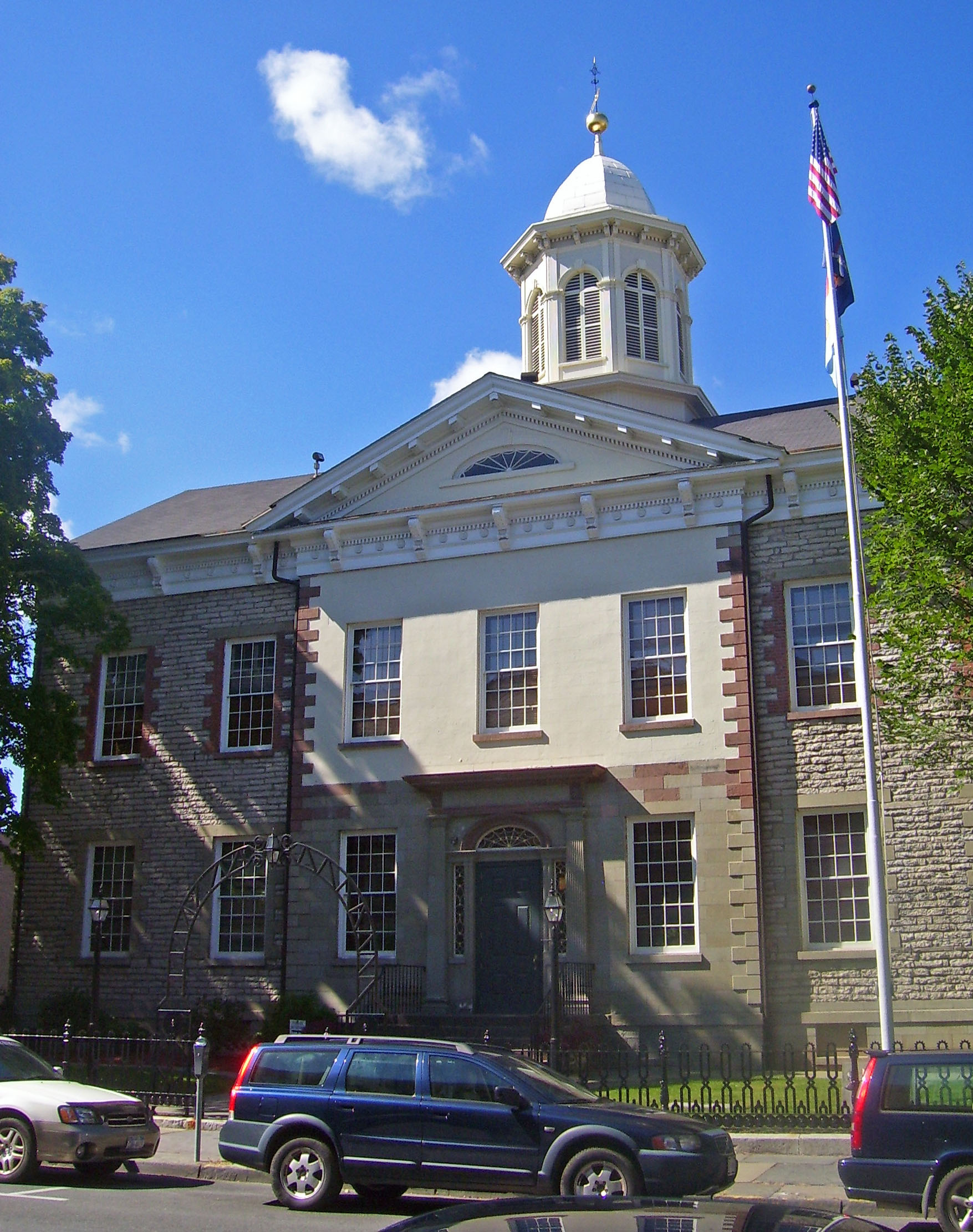
アルスター郡庁舎

アルスター郡は近年民主党を支持してきた。2004年アメリカ合衆国大統領選挙では、民主党のジョン・ケリーが54%対43%で共和党のジョージ・W・ブッシュを制した。2008年の場合も民主党のバラク・オバマが 61% 対 38%で共和党のジョン・マケインを制し、2012年もオバマが 60% 対 37%で共和党のミット・ロムニーを制した。しかし、アメリカ合衆国下院議員ではニューヨーク州第19選挙区に属し、共和党議員を送り出している。
アルスター郡は昔から郡政委員会・マネジャー方式を採っており、郡政委員会が郡の行政機能を扱う管理官を採用している。郡政委員会の議長は大きな権限を持っているが、その選ばれた選挙区の代表に過ぎない。郡全体を選挙区に選ばれる役人は地区検事と郡保安官である。
2006年、住民は初めて郡憲章を承認し、選挙で選ばれる行政府に修正した。その2年後に現職郡管理官が初代郡執行官に選出された。
立法権は郡議会にあり、小選挙区から選ばれる23人の議員によって構成されている。これは2010年後半に有効となった郡憲章に添っている。現行議席は共和党11、民主党11、保守党1だが、保守党議員は共和党に参加している。

## 都市と町

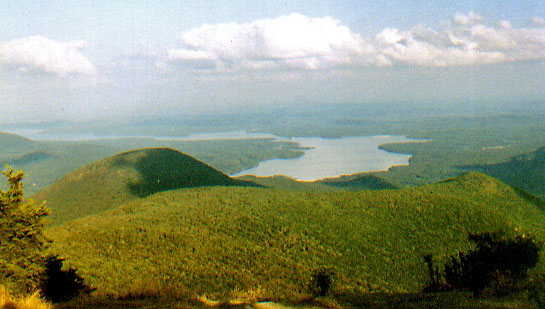
ウィッテンバーグから見るアショカン貯水池

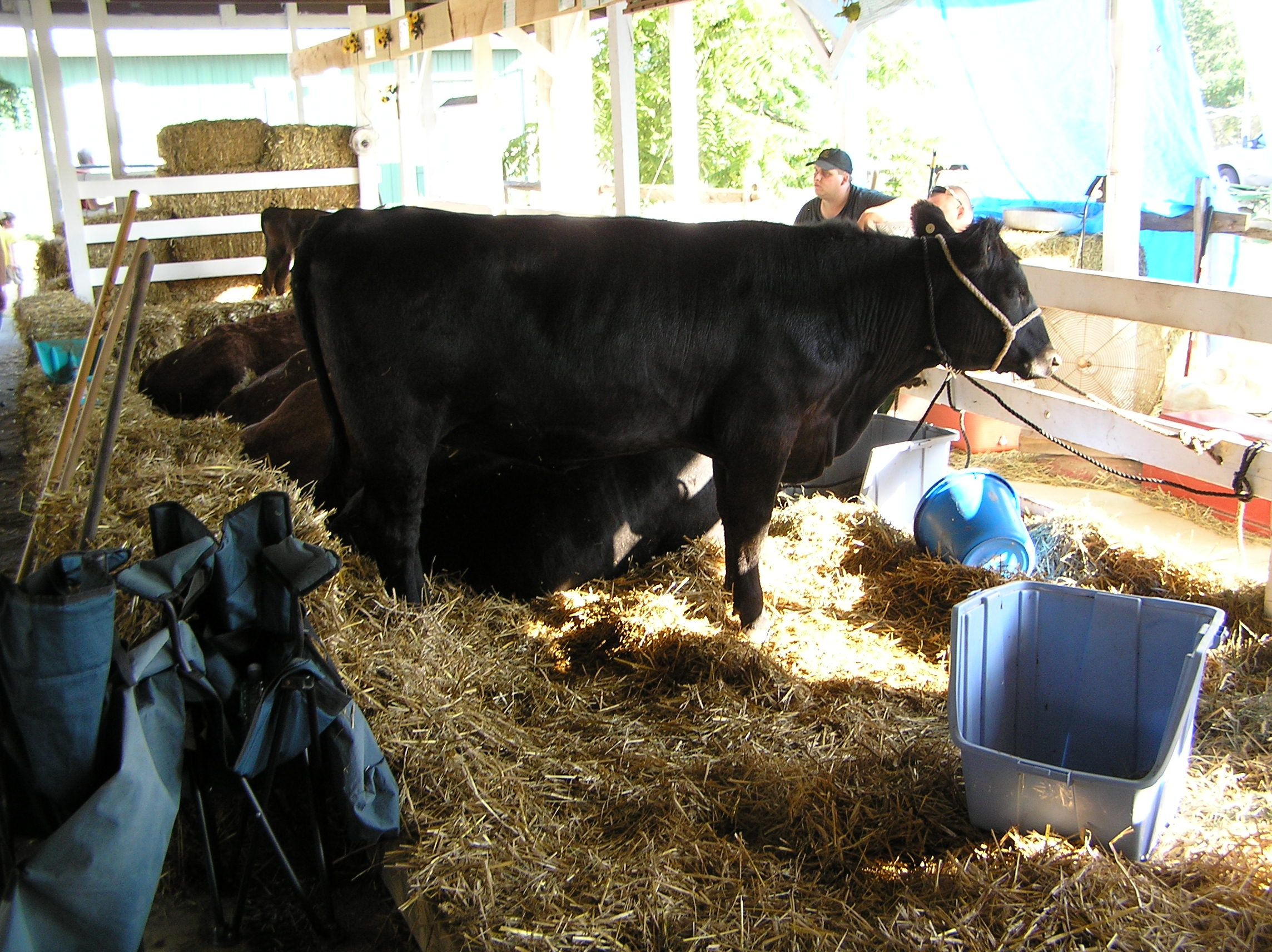
アルスター郡祭の牛

- キングストン市 - 郡庁所在地
- キングストン町
- ウッドストック町
- デニング町
- エレンビル（ワウォーシング町の村）
- エソプス町
- ガーディナー町
- ハーデンバーグ町
- ハーリー町
- カトリン町
- ロイド町
- マーブルタウン町
- マールボロ町
- ミルトン（ハムレット）
- ニュープラッツ町
- ニュープラッツ村
- オリーブ町
- プラットキル町
- ロチェスター町
- ローズンデール町
- ソーガーティーズ町
- ソーガーティーズ村
- シャンデイクン町
- シャワンガンク町
- アルスター町
- ワウォーシング町

## 公園とレクリエーション
アルスター郡にはキャッツキル公園とキャッツキル森林保護地の多くが入っている。元のデラウェア・アンド・ハドソン運河がペンシルベニア州の石炭をハドソン川沿いのキングストンに運んでいた。バンドのオーリンズのメンバーだったジョン・ホールはアルスター郡議員を務めた後、アメリカ合衆国下院ニューヨーク州第19選挙区に出馬するために転出した。
元のアルスター・アンド・デラウェア鉄道が郡内を通っている。その沿線にはニューヨーク・トロリー博物館、キャッツキル山鉄道、エンパイアステート鉄道博物館の3つが観光地になっている。
アルスター郡には総延長40マイル以上のレイルトレイルがあり、ハドソン・バレー・レイルトレイル、ウォールキル・バレー・レイルトレイル、O&Wレイルトレイルとなっている。ハドソン川に架かる歩道橋、ウォークウェイ・オーバー・ザ・ハドソンは世界最長の歩行者と自転車のための橋であり、アルスター郡内のレイルトレイルと結ばれている。ウォールキル・バレー・レイルトレイルの途中にあるローゼンデール・トレッスル橋は、下を通るロンダウト・クリークの頭上150フィート (46 m) あり、1872年に建設された当時、アメリカ合衆国で最も背の高い鉄道橋だった。
アルスター郡祭は長年ニュープラッツで開催され、「ベスト・シックス・デイズ・オブ・サマー」と宣伝されている。ニュープラッツのアルスター郡プールや、ソーガーティーズのアルスター・ランディング公園を運営している。